# 라체오사우루스

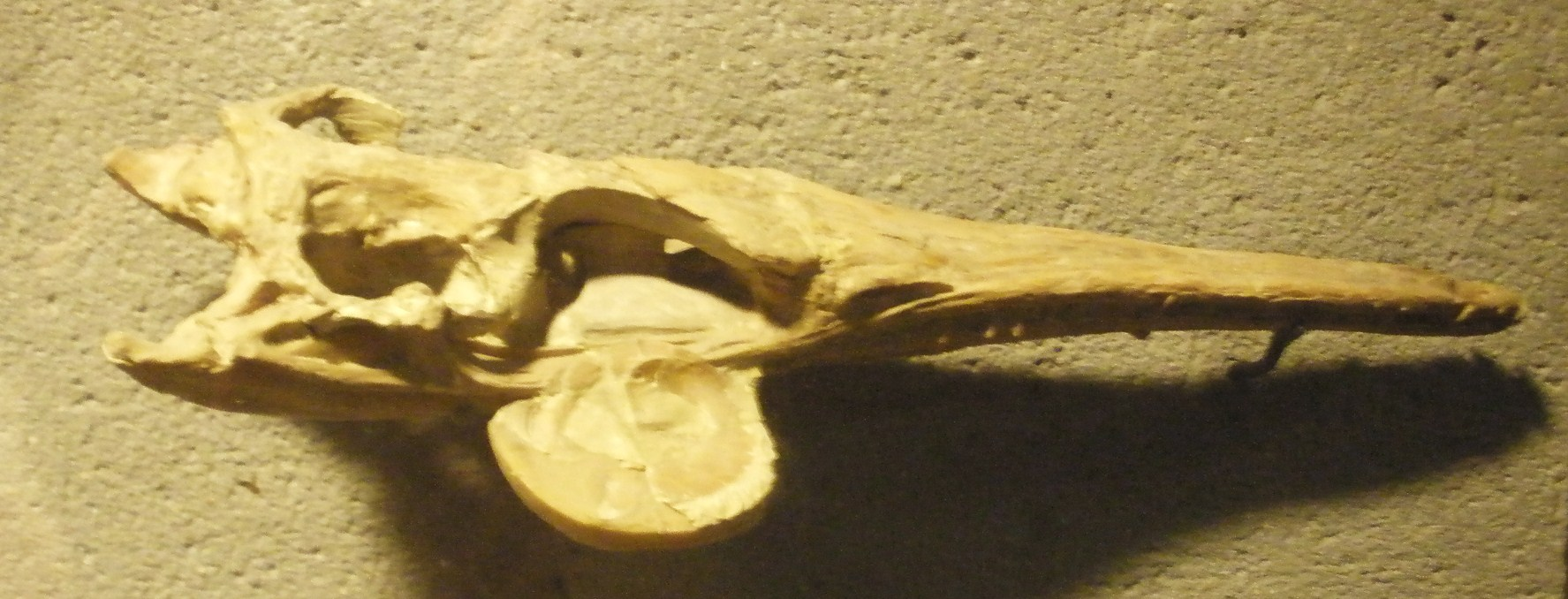

라체오사우루스(학명:Rhacheosaurus gracilis)는 악어목 메트리오린쿠스과에 속하는 악어이다. 지금은 멸종된 악어로 몸길이는 4~5m가 되는 거대한 악어에 속한다.

## 특징
라체오사우루스는 바다의 생활에 매우 잘 적응한 악어로 바다악어의 한 종류가 된다. 꼬리는 다른 메트리오린쿠스과에 속하는 악어들과 똑같이 지느러미로 변형됐지만 다른 메트리오린쿠스과의 악어들과는 달리 다리는 지느러미의 모습으로 변형되지 않고 그대로 존재하는 큰 차이점이 있다. 또한 톱니 모양의 이빨이 있는 짧고 긴 주둥이를 가지고 있으며 다른 메트리오린쿠스과의 악어들과 똑같이 라체오사우루스가 현생의 고래들처럼 바다에서 자신의 자손을 낳았는지 아니면 거북처럼 해변으로 올라와서 알을 낳았는지에 대해서는 확실한 정보가 없다. 바다에 적응하여 바다에서 사는 바다악어인만큼 해수에 있는 염분을 조절하는 기능이 매우 잘 발달이 된 종으로 보인다. 먹이로는 당대에 살았던 물고기, 오징어, 갑각류 등을 잡아먹었을 육식성의 악어로 추정이 된다.

## 생존시기와 서식지와 화석의 발견
라체오사우루스가 살던 시기는 중생대의 쥐라기 후기로 지금으로부터 약 1억 6500만년전~1억 4500만년전에 생존했던 악어이다. 생존했던 시기에는 유럽으로 이뤄진 동부 대서양에서 주로 서식했을 것으로 추정되는 악어이다. 화석의 발견은 1831년에 유럽의 쥐라기에 형성된 지층에서 고생물학자들에 의해 최초로 발견이 되어 새로이 명명된 종이다.

## 같이 보기
- 악어
- 중생대
- 쥐라기
- 파충류
- 화석